# Radical 134
El radical 134, representado por el carácter Han 臼, es uno de los 214 radicales del diccionario de Kangxi. En mandarín estándar es llamado 臼部, (jiù bù　‘radical «mortero»’); en japonés es llamado 臼部, きゅうぶ (kyūbu), y en coreano 구 (gu).
El radical «mortero» aparece casi siempre en la parte superior de los caracteres que clasifica (por ejemplo en el carácter  舁), aunque puede aparecer en la parte inferior en algunas ocasiones (como en el caso de 臽).

## Nombres populares
- Mandarín estándar: 臼, jiù, ‘mortero’.
- Coreano: 절구구부, jeolgu gu bu, ‘radical gu-mortero’.
- Japonés:　臼（うす）, usu, ‘mortero’.
- En occidente: radical «mortero».

## Galería
| Estilos antiguos                                 | Estilos antiguos                  | Estilos antiguos                        | Estilos antiguos                   | Estilos antiguos                   | Estilos empleados actualmente       | Estilos empleados actualmente  | Estilos empleados actualmente    | Estilos empleados actualmente   | Estilos empleados actualmente  |
|                                                  |                                   |                                         |                                    |                                    |                                     | 臼                             | 臼                               |                                 |                                |
| 甲骨文 jiǎgǔwén (escritura de huesos oraculares) | 金文 jīnwén (escritura de bronce) | 简帛 jiǎnbó (escritura de bambú y seda) | 篆文 zhuànwén (escritura de sello) | 篆文 zhuànwén (escritura de sello) | 隸書 lìshū (estilo de los escribas) | 楷書 kǎishū (estilo regular)   | 楷書 kǎishū (estilo regular)     | 行書 xǐngshū (estilo corriente) | 草書 cǎoshū (estilo de hierba) |
| 甲骨文 jiǎgǔwén (escritura de huesos oraculares) | 金文 jīnwén (escritura de bronce) | 简帛 jiǎnbó (escritura de bambú y seda) | 大篆 dàzhuàn (sello grande)        | 小篆 xiǎozhuàn (sello pequeño)     | 隸書 lìshū (estilo de los escribas) | 繁體／繁体 fántǐ (tradicional) | 简体／簡體 jiǎntǐ (simplificado) | 行書 xǐngshū (estilo corriente) | 草書 cǎoshū (estilo de hierba) |

## Caracteres con el radical 134
| trazos | carácter |
| ------ | -------- |
| + 0    | 臼       |
| + 2    | 臽 臾    |
| + 3    | 臿       |
| + 4    | 舀 舁    |
| + 5    | 舂       |
| + 6    | 舃 舄    |
| + 7    | 舅 舆 與 |
| + 9    | 興       |
| + 11   | 舉       |
| + 12   | 舊       |
| + 13   | 舋       |